# Stratton (Nebraska)
Stratton è un comune degli Stati Uniti d'America, situato nello Stato del Nebraska, nella Contea di Hitchcock.